# Форе Ландерно
Форе Ландерно (фр. La Forest-Landerneau) је насељено место у Француској у региону Бретања, у департману Финистер.
По подацима из 2011. године у општини је живело 1823 становника, а густина насељености је износила 197,94 становника/km².

## Демографија
| 1962. | 1968. | 1975. | 1982. | 1990. | 2011. |
| ----- | ----- | ----- | ----- | ----- | ----- |
| 893   | 930   | 1.160 | 1.384 | 1.619 | 1.823 |